# Chariton von Aphrodisias
Chariton (altgriechisch Χαρίτων) aus Aphrodisias in Phrygien ist der Verfasser des Romans Chaireas und Kallirrhoë (Τὰ περὶ Χαιρέαν καὶ Καλλιρρόην) in acht Büchern.

## Leben
Über den Autor ist nichts weiter bekannt, es wurde sogar vermutet, dass Chariton (etwa: „der Begabte“) ein Pseudonym ist. Zu Beginn des Buches nennt sich der Autor „Chariton aus Aphrodisias, der Sekretär des Redners Athenagoras“. Immerhin sind die Namen Chariton und Athenagoras in Aphrodisias inschriftlich belegt, daher geht man heute davon aus, dass die Selbstbeschreibung des Autors zutreffend ist.

## Inhalt des Romans
Die Handlung spielt um 400 v. Chr. Chaireas verliebt sich unsterblich in die überaus schöne Kallirrhoë. Sie ist die Tochter des Generals Hermokrates von Syrakus. Der Roman beginnt mit der Hochzeit von Chaireas und Kallirrhoë, normalerweise der glückliche Ausgang einer Geschichte, doch durch eine Intrige der abgewiesenen Bewerber hält Chaireas Kallirrhoë für untreu, stößt sie nieder, sie fällt und scheint tot. Man begräbt sie und die nur scheintot gewesene Kallirrhoë erwacht, als Räuber das Grab plündern wollen. Sie wird von den Räubern in Milet als Sklavin verkauft. Ihr Herr, Dionysius, verliebt sich in sie und heiratet sie. Kallirrhoë ist allerdings schwanger von Chaireas, doch Dionysius meint der Vater von Kallirrhoës Sohn zu sein.
Als Chaireas erfährt, dass Kallirrhoë noch am Leben ist, macht er sich auf die Suche, wird jedoch selbst gefangen und als Sklave verkauft. Schließlich landen beide am Hof des persischen Herrschers Artaxerxes, der entscheiden soll, ob Chaireas oder Dionysius der rechtmäßige Gatte ist, sich dabei aber selbst in Kallirrhoë verliebt. Schließlich gelingt es Chaireas durch Waffengewalt, Kallirrhoë wiederzugewinnen: Ägypten rebelliert gegen den persischen Herrscher, Chaireas schlägt sich auf die Seite der Rebellen, erobert Tyros und besiegt die Perser in einer Seeschlacht. Kallirrhoë bittet Dionysius, gut für ihren Sohn zu sorgen und ihn nach Syrakus zu senden, wenn er erwachsen ist. Dann kehrt das wieder vereinte Paar nach Syrakus zurück.

## Datierung
Der Roman wurde früher aufgrund sprachlich-stilistischer Indizien in die Spätantike datiert. Durch neuere Papyrusfunde und deren paläographische Datierung muss heute aber ein Abfassungsdatum vor 200 n. Chr. angenommen werden. Aus dem Inhalt selbst können späteste Zeitpunkte der Abfassung erschlossen werden, da sowohl Ephebeninstitut als auch Olympische Spiele als noch bestehend vorausgesetzt werden, woraus sich ein Zeitpunkt vor Ende des 4. Jahrhunderts ergibt. Mittlerweile werden Datierungen vom 1. Jahrhundert v. Chr. bis zum 2. Jahrhundert n. Chr. vertreten, wobei eine Mehrheit zum 1. Jahrhundert n. Chr. tendiert, also zur frühen römischen Kaiserzeit.  Möglicherweise steht Chaireas und Kallirrhoë am Beginn des später beliebten Genres des Liebesromans, dem die bekanntesten griechischen Romane zuzuordnen sind (weitere Vertreter: Xenophon von Ephesos, Achilleus Tatios, Longos, Heliodor). Jedenfalls ist Chaireas und Kallirrhoë einer der frühesten vollständig erhaltenen antiken Romane und der früheste Vertreter des Genres des historischen Romans.

## Ausgaben
- Jacques Philippe d’Orville: ΧΑΡΙΤΩΝΟΣ Αφροδισιέως τῶν περὶ ΧΑΙΡΕΑΝ καὶ ΚΑΛΛΙΡΡΟΗΝ ΕΡΩΤΙΚΩΝ ΔΙΗΓΗΜΑΤΩΝ ΛΟΓΟΙ Η. Apud Petrus Mortier, Amsterdam 1750 (Editio princeps mit lateinischer Übersetzung von Johann Jacob Reiske).
- Christian Gottlob Heyne: Charitons Liebesgeschichte des Chäreas und der Callirrhoe. Lanckisch, Leipzig 1753 (deutsche Übersetzung).
- Karl Christoph Schmieder: Chäreas und Kallirrhoe oder Die Folgen der Eifersucht: eine antike Novelle. Kleefeld, Leipzig 1807 (deutsche Übersetzung).
- Wilhelm Adrian Hirschig: Charitonis Aphrodisiensis De Chǣrea et Callirrhoe. In: Erotici Scriptores. Editore Ambrosio Firmin Didot, Paris 1856, S. 413–503 (Mit Nachdruck von Reiskes lateinischer Übersetzung; PDF).
- Rudolf Hercher: Erotici Scriptores Graeci. Leipzig 1858–1859 (Digitalisate siehe Wikisource-Autorenseite).
- Warren E. Blake: Charitonis Aphrodisiensis De Chaerea et Callirhoe Amatoriarum Narrationum libri octo. Clarendon Press, Oxford 1938.
- Karl Plepelits: Chariton von Aphrodisias: Kallirhoe (= Bibliothek der griechischen Literatur. Band 6). Hiersemann, Stuttgart 1976, ISBN 978-3-7772-7626-7 (deutsche Übersetzung).
- Georges Molinié: Chariton: Le Roman de Chairéas et Callirhoé. Révisé by Alain Billault (Collection des universités de France). 2. Auflage, Belles Lettres, Paris 1989, ISBN 2-25100-075-5 (mit französischer Übersetzung).
- George Patrick Goold: Chariton: Callirhoe (= Loeb Classical Library. Band 481). Harvard University Press, Cambridge (MA) 1995, ISBN 0-674-99530-9 (mit englischer Übersetzung).
- Bryan P. Reardon: De Callirhoe Narrationes Amatoriae Chariton Aphrodisiensis (Bibliotheca scriptorum Graecorum et Romanorum Teubneriana). K. G. Saur, 2004, ISBN 3-598-71277-4 (Rezension bei BMCR).
- Christina Meckelnborg, Karl-Heinz Schäfer: Chariton: Kallirhoe. Wissenschaftliche Buchgesellschaft, Darmstadt 2006 (griechisch-deutsche Ausgabe).
- Manuel Sanz Morales: Chariton of Aphrodisias’ Callirhoe. A Critical Edition. Universitätsverlag Winter, Heidelberg 2020, ISBN 978-3-8253-6615-5 (Rezension bei BMCR).